# L'amata alla finestra
L'amata alla finestra è una raccolta di racconti di Corrado Alvaro del 1929.
Il libro prende il titolo dal racconto omonimo, il più lungo tra quelli che vi sono contenuti.

## Racconti contenuti

### Ritratto di Melusina
Il narratore ama contemplare il ritratto, eseguito da un pittore di passaggio, di Melusina, una ragazza quattordicenne di umili condizioni di un paese dell'entroterra calabrese chiamato La Rocca.

### La notte insonne
Su un'isola vulcanica, in una notte di festa un fochista scrive nel cielo a lettere di fuoco il nome di Susanna, una turista appena conosciuta. pur sapendo che non l'avrà mai.

### La corona della sposa
Giacomo Ardore, giovane sofisticato, sposa Carmela, una ragazza di campagna, che però si trova male nella moderna casa del marito. Una notte, Carmela decide di fuggire col fratello minore Filippuccio; per strada i due incontrano un uomo dall'aspetto tetro che prendono per il Becco, lo spauracchio delle loro storie d'infanzia. Questi li conduce a casa sua, dove convoca anche Giacomo, deciso a punire i fuggitivi.

### Stazione di notte
Costretto a passare la notte nella sala d'aspetto di una stazione ferroviaria, il narratore osserva gli altri viaggiatori nelle sue condizioni.

### Altri amori
In una borgata litoranea vivono il signor Toma e la signora Margherita, segretamente innamorati da vent'anni; la recente vedovanza dell'uomo permette loro di frequentarsi apertamente. Margherita chiama a vivere con sé sua nipote Erminia, che un giorno vede in spiaggia tra i corpi seminudi dei bagnanti; ne rimane sconvolta e la rinchiude in casa, legata.

### Alfabeto
Il padre del narratore teneva dei sillabari illustrati che regalava a contadini e pastori che volessero imparare a leggere, il più delle volte con scarsi risultati.

### Creosoto
Al funerale di un parente, il narratore incontra la cugina Creosoto, un'orfana che aveva convissuto more uxorio con un muto, e racconta la sua triste storia.

### Gioia
Vito e Foresto sono due amici d'infanzia. Foresto ha una figlia diciottenne di nome Gioia, che mostra una certa simpatia per Luca, il figlio di Vito. Tuttavia Vito maneggia perché Gioia sposi un altro giovanotto, detto il Moro. Col passare del tempo, in Foresto si fa sempre più strada che il suo vecchio amico abbia avuto rapporti sessuali con Gioia e sua madre.

### Celina
Dopo diversi anni, Celina rincontra Carlo, il suo antico innamorato emigrato in città, e dopo aver consumato con lui un rapporto sessuale lo uccide con un colpo di pistola.

### La Capitana
Su una copia cinquecentesca delle Epistole di San Girolamo si trova il motto, scritto a mano, Viva il re! Viva Dio!, della ribellione massista del 1800, tra i cui capi c'era stata Cica Lagamba detta la Capitana, una giovane vedova il cui marito era stato ucciso dai Francesi.

### Il barone
La narratrice è invitata, assieme alla governante e al figlio decenne, nella grande villa di un barone, che si comporta molto discretamente senza mai rivelare i propri sentimenti per l'ospite.

### Viaggio di nozze a Napoli
Il narratore rievoca il viaggio di nozze dei propri nonni. A Napoli non avevano frequentato albergo né ristorante, poiché lo sposo, per risparmiare, aveva preferito alloggiare da un'affittacamere conosciuta e mangiare le provviste che aveva portato con sé. La sposa si era messa a piangere per la tirchieria del marito.

### Il nipotino
Il narratore accompagna il figlio Cesarino, di sei anni, dai nonni paterni. Il bambino si trova inizialmente male perché ha nostalgia della madre, finché il nonno non gli fa scoprire gli animali e la natura.

### Il nemico
A otto anni Cesarino, suggestionato dai libri di avventure, mette insieme i monelli del paese per giocare alla guerra. Il ruolo del nemico non può andare che al più misero e cencioso di loro, che nel gioco si fa male seriamente.

### Fuga
Carletto, da ragazzo, vien mandato a casa degli zii al mare, dove si appassiona al giardinaggio. Suo padre dice allora alla moglie che potrà farne un provetto agricoltore come lui, ma Carletto, che di nascosto ha sentito il discorso e che invece vorrebbe fare il macchinista di treni, scappa di casa nottetempo. Viene ritrovato la mattina addormentato sulla strada del mare.

### Piccola storia familiare
Caterina sposa Michele contro la volontà del padre, che le lancia una maledizione e che non vuole riallacciare i rapporti nemmeno dopo la nascita di una figlia. Quando questa si ferisce dopo una brutta caduta, con una piaga che non vuole guarire, il nonno si ricrede e la fa curare. La famiglia è così rappacificata.

### La donna di Boston
Saverio, emigrato in America dove ha fatto lo scassinatore e il sicario, viene giustiziato sulla sedia elettrica. Un giorno arriva al suo paese natale la vedova americana di Saverio, che suscita curiosità e turbamenti tra gli abitanti, che per liberarsi di lei le rasano il capo e le impongono un abito nero come quello portato per voto da una donna chiamata la Monaca, che l'ha esortata ad andarsene.

### Il marito
Un italiano, emigrato in America da quindici anni, non è ancora riuscito a ricongiungersi con moglie e figli. Un giorno incontra una connazionale in un parco pubblico e inizia a frequentarla. La sera in cui l'ha baciata per la prima volta, rincasando trova ad aspettarlo i suoi famigliari che sono finalmente arrivati.

### I denari
Sebastiano Antona e Raffaele Galia hanno girato insieme gli Stati Uniti facendo diversi mestieri, finché non decidono di partecipare alla corsa all'oro nel Nuovo Messico. Antona si rompe una gamba per strada e prega il suo compagno di andare avanti; questi finisce col fare, anziché il cercatore d'oro, il mendicante, e dopo vent'anni di assenza torna in Italia, nella stessa casa da cui era partito. Vi trova la moglie di Antona, che scambia inizialmente per la propria, che invece è morta tre anni prima; tuttavia, resosi conto dell'equivoco, decide di non chiarirlo e di farsi passare per il proprio amico.

### Il ricco Garzia
L'anziano Garzia, in gioventù fattore di un ricco inglese stabilitosi in Italia ed ora agiato possidente dopo la morte della moglie, decide di risposarsi con Melina, una serva diciassettenne figlia di una sua antica innamorata, tra le proteste dei suoi figli. La sera dopo le nozze la villa di Garzia viene distrutta da un incendio.

### Il canto di Cosima
Il Timpa è un brigante che, braccato dal carabiniere Delfino, può vedere la sua donna, Cosima, solo di notte. Una malattia se la porta via e il Timpa, addolorato per non essere stato con lei negli ultimi momenti, abbandona il crimine e compone per lei una canzone che diventa popolare.

### L'amata alla finestra
Il sedicenne Giustino, mentre ritorna in treno per l'inizio della scuola nella città dove studia, fa la conoscenza di una giovane che scoppia a piangere perché sta andando a monacarsi. Il ragazzo se ne innamora all'istante e si offre di sposarla quando egli avrà l'età, ma l'offerta non ha seguito.

#### La finestra
Giustino s'innamora di una ragazza che si affaccia alla finestra della casa di fronte alla pensione in cui abita e con lei inizia una corrispondenza amorosa. Un giorno però i genitori di lei trovano le lettere che le sono state inviate e la mandano fuori città finché le scuole non sono finite.

#### Il ponte
Nella pensione di Giustino prende alloggio una donna, che tuttavia egli non riesce mai a vedere finché non la incontra un giorno su un ponte. Con l'arrivo dell'estate, i due devono tornare alle case delle loro famiglie.

#### Il campanello
In un momento in cui Giustino è solo nella pensione, una donna suona il campanello per informarsi sulla disponibilità di una camera. Il ragazzo fa gli onori di casa in assenza della padrona e al momento di congedare la donna capisce che questa non tornerà.

#### Gli occhi
Un giovane nota a teatro una donna seduta sempre nello stesso posto di platea ed è colpito dal suo sguardo. Quando finalmente riesce ad approcciarla, riesce a dirle soltanto due frasi di circostanza prima che ella se ne vada con una vettura di piazza.

#### Le lettere
Una donna brucia le lettere che ha ricevuto nel corso degli anni e si mette a piangere per tutte le illusioni che non hanno lasciato nulla di concreto.

#### Il ballo
Un'adolescente partecipa per la prima volta ad un ballo. Mentre danza tra le braccia del suo cavaliere, improvvisamente sviene. Quando rinviene, è fiera di quanto è successo, come se avesse dimostrato il suo "essere donna".

#### Una tazza di tè
Una giovane, durante il suo primo viaggio da sola, prende un tè con un ospite dell'albergo in cui alloggia. I due passano la notte insieme e alla mattina si dicono addio.

### Camera mobiliata
Una domenica in cui è stato lasciato solo dalla sua padrona di casa, il narratore cerca di prepararsi il pranzo con un suo amico. Siccome un esperimento di cottura del riso non va a buon fine, questi suggerisce di aprire una scatola, contenente datteri ricoperti di cioccolato, ma il narratore nicchia perché vorrebbe spedirla al proprio figlioletto. Tuttavia la scatola finisce con l'essere aperta e non rimane altro da fare che mangiarne il contenuto.

### La stanza dei bambini
Al termine di un ricevimento, Angelica mostra agli invitati i propri figli che dormono. Gli invitati, confrontando l'aspetto dei bambini con la propria apparenza da adulti, rimangono amareggiati.

### Ballo in maschera
Durante un ballo in maschera, Gina e Bruna vengono corteggiate da uomini che non gradiscono; per sfuggire loro prendono un taxi e si fanno portare in aperta campagna, dove finiscono la serata sdraiate in mezzo ai prati.

### L'aquila di mare
L'ex casellante Saverio Argiropulo ha realizzato una speculazione immobiliare costruendo, lungo la ferrovia che costeggia il mare, delle casette che affitta a caro prezzo ai villeggianti. Suo figlio tuttavia disprezza l'attaccamento del padre al denaro, cosa che è fonte di contrasti tra i due. 
Un giorno il figlio, di ritorno da una battuta di pesca, getta a riva un'aquila di mare con ali e becco legati. L'animale gli aveva rubato dei pesci, ma il giovane Argiropulo intende liberarlo. Il vecchio invece lo dà in pasto ai cani, giustificandosi col fatto che di lui nessuno ha avuto pietà.

### I cavatori
I figli di un cavatore di pietra pomice ascoltano affascinati i racconti del padre sul suo lavoro.

### Tre vestiti usati
Il narratore è incaricato da un suo amico di vendere tre vecchi vestiti ad un rigattiere. Il giorno stesso che ha concluso la transazione, egli vede tre popolani con addosso quei vestiti che salgono sul parapetto di una balconata panoramica, si sporgono nel vuoto e solo dopo grandi sforzi riescono a togliersi i vestiti e a scendere in sicurezza. I vestiti sono poi recuperati dal rigattiere; il narratore capisce che su di loro grava una maledizione.

### Ermafrodito
Eufemia, rimasta orfana a quindici anni, prosegue il lavoro del padre, allevatore di cavalli e asini. S'innamora di un ragazzo suo vicino, che però un giorno scopre che lei ha gli organi genitali sia maschili che femminili e l'abbandona. Eufemia continua a vivere da sola al paese, schernita dai ragazzini che sono venuti a sapere il suo segreto.

### Un delitto
Concetta è una donna che per motivi fisici non può avere rapporti sessuali col marito. Questi uccide il podestà del suo paese facendo poi credere che l'uomo fosse l'amante di sua moglie. Ma al processo Concetta confessa la sua condizione, col risultato che il delitto viene considerato di tipo politico e l'omicida è condannato all'ergastolo.

### Margana
La giovane Margana sposa un piccolo proprietario molto più vecchio di lei, meschino e avaro. Per sfuggire dalla routine quotidiana trasforma la sua casa in un albergo. Uno dei suoi ospiti, Fiorello, ne diventa l'amante, cosa che viene scoperta,  quando Fiorello viene ucciso, dalle lettere che si erano scambiati.

### Piedi nudi
Dopo il crollo della sua casa per un terremoto, Procopio, un uomo ingenuo con moglie e otto figli decide di emigrare in città. Non avendo il denaro per prendere il treno, compie con la sua famiglia tutto il tragitto a piedi, finendo col dormire sotto un ponte.

### Stagione sull'Jonio
Il narratore rievoca le sensazioni delle estati trascorse in villeggiatura sulla costa del Mar Jonio.

## Critica
Walter Pedullà ha individuato, tra i vari movimenti letterari a cui l'autore s'ispira per i racconti de L'amata alla finestra, il verismo di Giovanni Verga, il realismo magico e una certa reminiscenza di D'Annunzio. La prosa è impostata ad una certa ricercatezza, malgrado i dialoghi siano ridotti all'essenziale. È presente un certo spirito ironico che si rifà a Pirandello, ma le donne che compaiono nei racconti sono essenzialmente figure tragiche.

## Edizioni
- Corrado Alvaro, L'amata alla finestra: racconti, collana Scrittori contemporanei, Torino, Fratelli Buratti, 1929.
- Corrado Alvaro, L'amata alla finestra: racconti, collana La zattera, n. 12, Milano, Bompiani, 1942.
- Corrado Alvaro, L'amata alla finestra: racconti, 4ª edizione completamente riordinata, Milano, Bompiani, 1953.
- Corrado Alvaro, L'amata alla finestra, collana I grandi tascabili, introduzione di Walter Pedullà, bibliografia di Massimo Onofri, cronologia di Pietro De Marchi, n. 347, Milano, Bompiani, 1994, ISBN 88-452-2215-2.